# Glenn Bijl
Glenn Bijl, né le 13 juillet 1995 à Stadskanaal aux Pays-Bas, est un footballeur néerlandais qui joue au poste d'arrière droit au Royal Antwerp FC.

## Biographie

### Débuts professionnels
Né à Stadskanaal, une ville située toute proche de Groningue aux Pays-Bas, Glenn Bijl est formé par le FC Groningue. Il commence toutefois sa carrière professionnelle au FC Dordrecht, club évoluant alors en Eerste Divisie, la deuxième division, et où il est prêté en janvier 2016 jusqu'à la fin de la saison. Il joue son premier match le 15 janvier 2016, lors d'une rencontre de championnat face au FC Eindhoven. Il est titulaire lors de cette rencontre et les deux équipes font match nul.
De retour dans son club formateur, Bijl peine à s'imposer. Il réalise sa première apparition en Eredivisie face au FC Twente, le 14 mai 2017. Il est titulaire lors de cette rencontre riche en buts où son équipe s'impose (3-5).

### FC Emmen
Non conservé par le FC Groningue à l'issue de la saison, Glenn Bijl s'engage librement au FC Emmen en juillet 2017 , le club évolue alors en deuxième division néerlandaise. Il joue son premier match sous ses nouvelles couleurs le 18 août 2017, lors de la première journée de la saison 2017-2018, contre le RKC Waalwijk. Il est titulaire et son équipe s'impose par deux buts à zéro. Il participe ensuite à la montée du club en première division.
Le 12 août 2018, lors de la première journée de la saison 2018-2019, Glenn Bijl inscrit son premier but en Eredivisie contre l'ADO La Haye. Il ouvre le score ce jour-là et son équipe s'impose par deux buts à un.
Ses prestations lors de la saison 2019-2020 attirent plusieurs clubs dont le PSV Eindhoven qui s'intéresse à lui. Bijl reste toutefois au FC Emmen.

### Krylia Sovetov Samara
Le 25 août 2021, Bijl s'engage en faveur du club russe du Krylia Sovetov Samara dans le cadre d'un contrat de trois ans. 
Il joue son premier match le 11 septembre 2021, lors d'une rencontre de championnat face au Lokomotiv Moscou. Il est titulaire et son équipe s'incline par deux buts à zéro. Bijl inscrit son premier but pour son nouveau club le 22 septembre 2021 contre le Znamya Noginsk, en coupe de Russie. Il est titularisé ce jour-là et son équipe s'impose par dix buts à zéro.